# 抱川消防署
抱川消防署（ポチョンしょうぼうしょ）は京畿道北部消防災難本部所属の消防署である。

## 管轄区域
- 抱川市

## 沿革
- 1999年2月24日 - 議政府消防署から分離して開設。業務開始。

## 119安全センター
| 119安全センター     | 住所                     | 管轄区域                           | 地域隊 |
| ------------------- | ------------------------ | ---------------------------------- | ------ |
| 郡内119安全センター | 抱川市郡内路1538         | 抱川市のうち郡内面、洞地域         |        |
| 蘇屹119安全センター | 抱川市蘇屹邑松隅路182    | 抱川市のうち蘇屹邑                 |        |
| 永北119安全センター | 抱川市永北面永北路144    | 抱川市のうち永北面、官仁面         |        |
| 一東119安全センター | 抱川市一東面永一路978    | 抱川市のうち一東面、二東面         |        |
| 加山119安全センター | 抱川市加山面抱川路890    | 抱川市のうち加山面                 |        |
| 内村119安全センター | 抱川市内村面内村路120    | 抱川市のうち内村面、花峴面         |        |
| 永中119安全センター | 抱川市永中面ヤンムン路66 | 抱川市のうち永中面、新北面、蒼水面 |        |